# Instituto de Psiquiatria da Universidade Federal do Rio de Janeiro
O Instituto de Psiquiatria (IPUB) da Universidade Federal do Rio de Janeiro (UFRJ) teve suas origens no Hospício Pedro II, o primeiro hospital do Brasil e da América Latina destinado ao tratamento de pessoas com transtornos psiquiátricos.
Desde sua criação até os dias de hoje, como herdeiro do antigo hospício e dos grandes momentos e avanços vividos pela psiquiatria brasileira, o IPUB tem marcado sua atuação como uma unidade modelo em pesquisa, ensino e assistência. É um centro gerador de estudos multidisciplinares no campo da Psiquiatria e Saúde Mental. As atividades de ensino e assistência tem o seu financiamento através do Sistema Único de Saúde e do Ministério da Educação, respectivamente.

## História
O antigo Hospício Pedro II foi fundado em 1852 com o objetivo de tratar de forma humana os alienados mentais. Em 1893, dentro desse hospício, foi criado o Pavilhão de Observação, que era um local voltado à assistência aos pacientes e às atividades acadêmicas. Estudava-se psicopatologia e eram dadas as aulas de psiquiatria para os alunos da Faculdade de Medicina.
Em 1938, o então Instituto de Psicopatologia e Assistência a Psicopatas foi transferido para a Universidade do Brasil e passou a ser chamado Instituto de Psiquiatria da Universidade do Brasil (IPUB). Hoje, o IPUB, um órgão suplementar do Centro de Ciências da Saúde (CCS), de acordo com o Estatuto da UFRJ e tem por finalidade desenvolver em nível de excelência, atividades de ensino, pesquisa, extensão e assistência no campo da Psiquiatria e Saúde Mental.

## Estrutura
Suas instalações atualmente contam com duas enfermarias (feminina e masculina), um hospital-dia para adultos e diversos ambulatórios. Há o ambulatório geral para o atendimento de adultos, o de psiquiatria infantil e o de psicogeriatria. No Centro Integrado de Pesquisa (CIPE), dividido em CIPE Antigo e CIPE Novo, funcionam diversas linhas de pesquisa, como as linhas de pesquisa com transtorno do pânico, transtorno bipolar do humor e transtorno obsessivo compulsivo. Em 2006 foi inaugurada no CIPE Novo a unidade de atendimento aos usuários de álcool e outras drogas. Além das suas instalações no campus da Praia Vermelha, o instituto conta também com três unidade de moradia assistida.
O CDA é um departamento destinado a pessoas com idade acima de 60 anos, contando com um atendimento multidisciplinar que visa o tratamento de qualquer problema no escopo psicológico, psiquiátrico e neuropsiquiátrico, como demências, depressão, ansiedade e psicoses surgidas após a idade apontada. A equipe do CDA é grande e variada, contando com médicos psiquiatras, psicólogos, enfermeiros, assistentes sociais, fisioterapeutas, terapeutas ocupacionais, nutricionistas, secretários e até musicoterapêutas. Como critério de internação são feitos dois procedimentos distintos, sendo uma avaliação social e outra médica. Primeiro, um grupo de acolhimento formado enfermeiros e assistentes sociais colhem a história do paciente e de sua família e aplicam testes simples para avaliar se há ou não condições para então encaminhar o paciente para uma avaliação médica junto a um psiquiatra.
O Hospital-Dia foi criado no fim da década de 1980, mais precisamente em 1987 durante a gestão de Rafaelle Giovanni Giacomo Infante como diretor e Ceres El-Jaick Andrade como vice-diretora do IPUB (1986-1994). Tem por objetivo oferecer tratamento ao doente mental para que, então, ele possa se reintegrar à sociedade. O Hospital-Dia funciona dentro do IPUB e conta com um prédio de 2 andares, 3 quiosques e um jardim que separa as instalações, além de uma equipe multidisciplinar semelhante à do CDA. É importante frisar que todas as atividades, com exceção do atendimento psicoterápico ou médico individual, são realizadas em grupo.
Durante os anos 90, o IPUB contava com a atuação do grupo teatral Andarilhos Mágicos, no Teatro Corpo Santo de seu Hospital-Dia, e tinha como propósito realizar a inclusão social da loucura através da arte teatral. Este projeto, inserido no contexto sociocultural da Reforma Psiquiátrica Brasileira, tornou-se pioneiro por realizar um trabalho artístico que expandia os limites do espaço físico do IPUB ao aliar usuários e não usuários em seu processo de criação e em suas performances, além de realizar apresentações em diversos espaços do Rio de Janeiro, inclusive em centros culturais de grande porte.	
O PROJAD, fundado em 1996, é um programa por meio do qual o IPUB atende usuários de drogas e dependentes químicos, e que também conta com ampla equipe multidisciplinar com cerca de 35 profissionais, além de alunos de pós-graduação e especializações que desenvolvem pesquisas acera do tema, aprimorando assim a abordagem da drogadição na sociedade. Sua estrutura conta com ambulatórios para atendimentos individuais e em grupo, além de oficinas terapêuticas para atender familiares de pacientes e, quando necessário, encaminhar pacientes para a internação.
O CIPE é um centro de pesquisas existente dentro do IPUB que desempenha importante papel no processo de formar profissionais em saúde mental, integrando projetos de estudo de mestrandos, doutorandos e pós-doutorandos às práticas assistenciais que decorrem dos mesmos. Os atendimentos são prestados por médicos do IPUB, professores da UFRJ e alunos da pós-graduação do IPUB, incluindo médicos, psicólogos e outros profissionais. No CIPE funcionam alguns ambulatórios de pesquisa, como o de transtorno do pânico, transtorno bipolar do humor e transtorno obsessivo compulsivo.
Além dos centros de atendimento em saúde mental, o IPUB conta com salas de aula, auditórios e uma ampla biblioteca que, recentemente, impressionou a “APCIS” - Associação dos Profissionais de Informação e Documentação em Ciências da Saúde do Rio de Janeiro - em visita por seu vasto acervo que conta com um misto de tecnologia atual, livros raros e uma grande coleção de livros de observações clínicas, desde o final do século XIX até meados do século XX.

## Objetivos
O Instituto de Psiquiatria da UFRJ tem como objetivos:
- Promover o ensino de pós-graduação - mestrado e doutorado, de especialização, aperfeiçoamento e residência médica.
- Promover e exercer pesquisa científica e atividades de extensão nos campos da Psiquiatria e Saúde Mental, bem como em áreas correlatas do saber.
- Prestar assistência clínica de natureza curativa ou preventiva e promover a reabilitação dos pacientes sob sua responsabilidade.
- Desenvolver novas tecnologias e as utilizar no cuidado aos pacientes, exercendo sobre elas avaliação crítica, definindo seu papel na assistência e no ensino médico.
- Promover o ensino de graduação, através do Departamento de Psiquiatria e Medicina Legal da Faculdade de Medicina do Centro de Ciências da Saúde (CCS), que também é sediado no IPUB, em consonância com outras unidades acadêmicas no ensino de áreas afins ao seu campo de conhecimento.
- Realizar o treinamento e estimular o aperfeiçoamento do pessoal técnico-administrativo e auxiliar em atividades no IPUB.
- Promover o intercâmbio com instituições nacionais e estrangeiras vinculadas aos campos da prevenção, recuperação e reabilitação em Saúde Mental.

## Periódico
O IPUB conta com o seu próprio periódico, o Jornal Brasileiro de Psiquiatria, que possibilita a divulgação do conhecimento produzido aqui e em outras instituições nacionais e internacionais.